# 明当代美术馆
明当代美术馆（英文：Ming Contemporary Art Museum）是隶属于明园集团的非盈利性当代艺术馆，位于上海市静安区永和东路436号。

## 简介
2014年，明当代美术馆成立。馆长是邱志杰，創辦者為凌菲菲。其建筑主体由原上海造纸机械厂的车间改造而成。改造后的美术馆空间内部呈现U字空间形成完整的下沉式舞台结构，占地面积共计3500平方米，分上下两层，内部空间高15米。
美术馆定位于集中推动以视觉表演为基础的当代艺术活动，特别关注实验剧场和多媒体展演。

## 教育计划

### 社区公共艺术项目
- 社区剧场：以社区居民自己的故事为蓝本，邀请居民和艺术家参与到组织与创作社区剧场的各项活动中，到达社区共建和活化的目的。[4]
- 广场舞新编：制定长期的对于居民在公共场所进行舞蹈等活动的观察和调研方案，以广场舞这一活动形式为第一个切入点，邀请居民和艺术家、学者共同参与到对于广场舞的研究与再创作中，以此激活居民更丰富的文化生活，艺术家介入性的艺术创作和相关的社会议题。[5]

### 大学生实验剧场
通过举办剧场艺术节，在高校内举办讲座、工作坊等教育活动，开放美术馆空间给予青年艺术家使用等形式推动大学生以及青年实验剧场的发展，并以奖励基金的形式支持和出品学生／青年剧场相关的艺术创作。

## 交通

### 地铁
- 上海轨道交通1号线 汶水路站

### 公交
- 179路、705路：永和东路平型关路站
- 858路：平型关路永和东路站